# Uzsoky Miklós
Uzsoky Miklós (eredeti neve: Czapulics Miklós; 1932-ig) (Nyíregyháza, 1925. december 6. – Budapest, 1995. december 4.) magyar villamosmérnök, matematikus, feltaláló.

## Életpályája
Szülei: Czapulics András és Munkácsy Mária voltak. Tanulmányait a Budapesti Műszaki Egyetem Villamosmérnöki Karán végezte el 1947–1951 között. 1948–1949 között a NÉKOSZ Bartók Béla úti kollégium lakója volt. 1950-ben a Távközlési Kutató Intézetbe (TKI) került. 1957-ig a Központi Fizikai Kutatóintézetben (KFKI) dolgozott, ahol Simonyi Károly munkatársa volt; több közös publikációt készítettek a fúziós reaktorok témakörében. 1957-ben a BHG Mikrohullámú Fejlesztési Főosztályának vezetője lett. A VEIKI-ben osztályvezető helyettesi beosztást kapott. 1964-ben a Magyar Tudományos Akadémia SZTAKI elődintézetébe, az Automatizálási Kutatóintézetbe került (AKI) tudományos munkatársként. 1965-ben megszervezte a Digitális Osztályt, melyet 1974-ig vezetett. 1985-ben nyugdíjba vonult.

### Munkássága
A Beloiannisz Híradástechnikai Gyárban kifejlesztett első 1 KW-os adó mikrohullámú egységét külsős szakértőként tervezte meg. Fontos szerepe volt a PM-28-as impulzus-helyzetmodulációs berendezés kifejlesztésében. A VEIKI-ben erőművek vezérlő berendezéseit tervezte, valamint erősáramú távvezetékeken folytatott beszédátvitellel foglalkozott. Kutatási területe az automatizálás, a digitális berendezés tervezése és gyártása, valamint a híradástechnika akkor megjelenő formája a számítógépek és terminálok kommunikációjához szükséges adatátviteli berendezések, egyéb számítógép hálózati eszközök kutatása, fejlesztése és gyártása volt. Matematikai, fizikai és mérnöki tudása, alkotó fantáziája rendkívüli volt.

## Művei
- Theory of super-directive linear antennas (1956)
- Az izobár DT csillag méretének meghatározása (1957; Simonyi Károllyal)

## Díjai
- Akadémiai Díj (1961)[2]
- Állami Díj (1973)[3]